# Siegfried Pilz (Ingenieur)

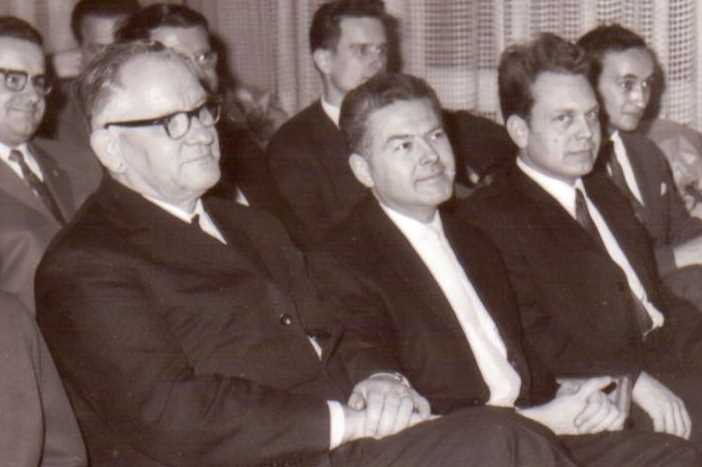
Heinrich Kindler, Siegfried Pilz und Hans-Joachim Zander bei einer öffentlichen wissenschaftlichen Veranstaltung in Dresden (von links nach rechts)

Siegfried Pilz (* 1931; † 2004 in Cossebaude) war ein deutscher Ingenieur und Hochschullehrer sowie Industrieforscher. Er gehört zu den Pionieren der Informationsverarbeitung und hat sich nachhaltig für den Einsatz von Schaltsystemen zur Beschreibung von binären Steuerungen eingesetzt.

## Ausbildung
Siegfried Pilz wurde in Sachsen geboren, er besuchte eine Volksschule und eine Oberschule. Nach dem Abitur 1951 folgte zunächst eine Berufsausbildung als Fernmeldemonteur und anschließend sein Studium der Elektrotechnik an der Technischen Hochschule Dresden in der Fachrichtung Fernmeldetechnik bei Professor Kurt Freitag, Direktor des entsprechenden Instituts. Pilz hat hier 1958 seine Diplomarbeit verteidigt und seinen akademischen Abschluss als Diplom-Ingenieur erlangt. Sein Berufseinstieg erfolgte unmittelbar danach als Wissenschaftlicher Assistent am TH-Institut für Regelungstechnik in Dresden.

## Akademie der Wissenschaften in Dresden
Anfang 1957 hatte die Deutsche Akademie der Wissenschaften zu Berlin (DAW) eine Arbeitsstelle für Regelungs- und Steuerungstechnik in Dresden gegründet, die 1962 den Status eines Akademie-Institutes erhielt; diese Einrichtung war die erste außeruniversitäre Forschungseinrichtung auf diesem Fachgebiet im deutschsprachigen Raum. Heinrich Kindler leitete in Personalunion sowohl das TH-Institut für Regelungstechnik als auch diese Akademie-Einrichtung. In dieser Einrichtung hatte Kindler von Anfang an neben einer Abteilung Elektrische Regelungssysteme (Leitung: Karl Reinisch) und einer Abteilung Nichtelektrische Regelungssysteme (Leitung: Heinz Töpfer) auch eine Abteilung Steuerungssysteme vorgesehen. Da zur damaligen Zeit noch keine speziellen Diplom-Ingenieure für Steuerungstechnik ausgebildet wurden, griff Kindler auf die fachlich tangierende und traditionsreiche Fachrichtung Fernmeldetechnik der TH Dresden zu und hat Siegfried Pilz als Mitarbeiter gewonnen. Er betraute ihn mit dem Aufbau und der Leitung der Abteilung Steuerungssysteme. Pilz als Absolvent aus der Fernmeldetechnik schlug für diese neue Abteilung den fachübergreifenden Namen Schaltsysteme vor, der sich auch längerfristig erhalten hat.
Als erste Mitarbeiter für die neue Abteilung „Schaltsysteme“ haben Kindler und Pilz im Jahre 1959 die Absolventen der Regelungstechnik Eberhard Oberst und Hans-Joachim Zander ausgewählt. Pilz legte fest, dass sich beide Absolventen zunächst in die Schaltalgebra einarbeiten, die bereits in der Fernmeldetechnik und der Rechentechnik zur Beschreibung von kombinatorischen Schaltsystemen eingesetzt wurde. Dieses Beschreibungsmittel kann potenziell auch für binäre Steuerungen verwendet werden. Also besuchten beide Absolventen die Vorlesung „Schaltalgebra“ von Hans Rohleder, der als Physiker und Mathematiker an der Entwicklung eines der ersten Kleinrechner auf Relaisbasis an der TH Dresden, Institut für Maschinelle Rechentechnik bei Nikolaus Joachim Lehmann beteiligt war.
Parallel dazu sollten beide Absolventen recherchieren, auf welche Weise Kontakt-Relais durch kontaktlose Schaltelemente ersetzt werden können, da der Einsatz von Relais auch Nachteile hatte (z. B. Hazards, Wettläufe, Explosionsgefahr). Es schlossen sich daher Arbeiten zur Entwicklung von kontaktlosen Bauelementen (z. B. Logikelementen) und Baueinheiten an. Ein besonderes Ergebnis dieser Arbeiten ist das von Zander entwickelte kontaktlose System zur Fehlersignalisierung, das auf der Basis spezieller Translog-Bausteine arbeitete und mit dem Anlagen in der Verfahrenstechnik und in Kraft- und Umspannwerken durch verschiedene Arten der Fehlersignalisierung überwacht werden konnten. Dafür wurden auch eigene Patente angemeldet.  Dieses Signalsystem, das in den Elektro-Apparate-Werken (EAW) Berlin-Treptow produziert wurde, ist aus heutiger Sicht als eines der ersten einfachen Prozessleitsysteme für Steuerungsanlagen anzusehen. Ein ähnliches System wurde auch von der Firma Siemens entwickelt, so dass von dieser Seite sogar Patenteinsprüche erfolgten, die aber abgewehrt wurden.
Als weiteren Mitarbeiter gewannen Kindler und Pilz mit Peter Hummitzsch einen Absolventen der Mathematik, um durch seine Zusammenarbeit mit den Ingenieuren das tiefere Eindringen in die mathematisch ausgerichtete Automatentheorie zu erleichtern.
Pilz hielt in dieser Zeit bereits Vorlesungen über den Einsatz von Schaltsystemen in der Steuerungstechnik für Regelungstechniker an der TH Dresden, der TH Ilmenau und der TH Magdeburg. Derartige Vorlesungen gab es vorher noch an keiner Technischen Hochschule bzw. Universität in Deutschland. Außerdem war er in verschiedenen Fachgremien von Akademie und staatlichen Einrichtungen engagiert. Außerdem verfasste er den Teil Theorie der Schaltsysteme in Eugen Philippow: Taschenbuch der Elektrotechnik, Band 3, 1969. Damit hat er als Erster schon frühzeitig dazu beigetragen, dass die Anwendung der Theorie der Schaltsysteme zur Beschreibung von Binärsteuerungen auch den Studenten der Regelungstechnik vermittelt wurde. Man muss dabei bedenken, dass die dazu erforderliche binäre Mathematik bis dahin in Schulen bis zum Abitur nicht im Lehrplan enthalten war.
Heinrich Kindler als Institutsdirektor erwartete von allen Wissenschaftlichen Mitarbeitern, dass sie im Zusammenhang mit ihren Arbeitsaufgaben eine Dissertation anfertigen. Kindler betreute alle Dissertationen seiner Mitarbeiter selbst, er erwartete aber von den potenziellen Doktoranden, dass sie sich ein Dissertationsthema selbst suchen und ihm zur Genehmigung vorschlagen.
Pilz promovierte 1967 mit einem „Beitrag zur Berechnung von Folgeschaltungen“, Hans-Joachim Zander 1968 zum Thema „Zur Strukturanalyse und Zustandsminimierung von Folgeschaltungen verschiedener  Betriebsarten“, Eberhard Oberst 1968 über „Beschreibung und Berechnung von Steuervorgängen bei Großrundstrickmaschinen mit Hilfe einer ternären logischen Algebra“, und Peter Hummitzsch als Mathematiker 1969 zum Thema „Konstruktion minimaler sequentieller Strukturen als Hilfsmittel zur Beantwortung bestimmter Äquivalenzfragen“. Über die in seiner Dissertation behandelte Problematik hielt Zander auf dem 4. IFAC-Weltkongress in Warschau 1968 einen Vortrag, der starke Beachtung fand und der auf Einladung auch im IFAC-Journal Automatica veröffentlicht wurde.
Siegfried Pilz wurde 1968 zum Professor an die Technische Hochschule Ilmenau berufen. Als neuen Leiter der von Pilz aufgebauten Abteilung Schaltsysteme setzte Kindler nun Hans-Joachim Zander ein.

## Hochschullehrer in Ilmenau
Karl Reinisch als Direktor des Instituts für Regelungstechnik, der vormals ebenfalls am Akademie-Institut bei Heinrich Kindler in Dresden tätig war und dann nach Ilmenau als Professor berufen wurde, hatte Pilz ab 1960 für eine Lehrtätigkeit in Ilmenau gewonnen. An der Technischen Hochschule Magdeburg, Institut für Mess-, Steuerungs- und Regelungstechnik (Direktor: Heinrich Wilhelmi), war Pilz ab 1963 mit einem entsprechenden Lehrauftrag tätig. Diese Aufgabe hat später Hans-Joachim Zander übernommen, der solange wirksam war, bis hier Günther Liermann als eigener spezialisierter Mitarbeiter für Steuerungstechnik aufgebaut und gewonnen werden konnte.
1968 erhielt Siegfried Pilz als bisheriger Abteilungsleiter für Schaltsysteme der DAW in Dresden eine Ernennung zum Professor mit Lehrauftrag und 1971 eine Berufung zum Ordentlichen Professor für Informationsverarbeitung an die Technische Hochschule Ilmenau, Sektion Technische und Biomedizinische Kybernetik TBK (Gründungsdirektor: Karl Reinisch). Pilz war innerhalb der Sektion TBK der erste Leiter des Wissenschaftsbereiches „Informationsverarbeitung“, der Keimzelle für die späteren Bereiche „Technische Informatik“ und „Computertechnik“, und hiermit legte er zugleich den Grundstein für die Technische Informatik an der TH Ilmenau.
Diese Sektionsgründung TBK in Ilmenau war im Zuge der Dritten Hochschulreform in der DDR erfolgt, die einen grundlegenden Strukturwandel im Hochschulwesen bedeutete. Pilz war hier in Ilmenau zunächst mit dem Aufbau und der weiteren Profilierung seines neuen Lehrgebietes befasst. Von 1971 bis 1975 übernahm er zusätzlich die Leitung der Sektion TBK als Sektionsdirektor. In Dresden wurde an der TU etwa zeitgleich der Wissenschaftsbereich „Regelungstechnik und Prozesssteuerung“ gegründet, den Heinrich Kindler bis zu seiner Emeritierung im Jahre 1975 geleitet hat. 1978 wurde schließlich Heinz Töpfer von der TH Magdeburg nach Dresden als dessen Nachfolger umberufen, seine bisherigen Aufgaben in Magdeburg übernahmen Siegfried Rudert und Ulrich Korn.

## Industrieforschung in Dresden
Pilz wohnte mit seiner Frau sowie seiner Tochter und seinem Sohn in Cossebaude bei Dresden, auch während seiner Tätigkeit als Professor in Ilmenau. So entstand der verständliche Wunsch nach einem Wechsel in eine Tätigkeit in Dresden, der im Einvernehmen mit der TH Ilmenau erfolgte. Diese Gelegenheit ergab sich im Zentrum für Forschung und Technologie (ZFT) des Kombinates für Rechentechnik Robotron. Hier wurde ihm ab 1976 die Leitung der Gruppe Rechnergestützter Entwurf (Computer Aided Design, CAD) der Schaltungstechnik für Computer und Mikroprozessoren anvertraut. Parallel dazu war er bis 1981 als Honorarprofessor in Ilmenau tätig.
Während seiner Tätigkeiten als Abteilungsleiter an der Akademie und in der Hochschullehre in Dresden, Ilmenau und Magdeburg setzte sich Siegfried Pilz für den Aufbau und weiteren Ausbau des Fachgebietes Steuerungstechnik/Schaltsysteme ein. Insgesamt hat Pilz eine nachhaltige Wirkung auf seinem Fachgebiet hinterlassen. Siegfried Pilz gehört damit zu den Pionieren der Informationsverarbeitung.
Seine Forschungsergebnisse fanden ihren Niederschlag in Veröffentlichungen in Buchform sowie in Fachzeitschriften. Er war an mehreren Patenten beteiligt.

## Veröffentlichungen (Auswahl)
- Beitrag zur Berechnung von Folgeschaltungen. Dissertation, Technische Universität Dresden, Fakultät für Elektrotechnik, Dresden 1967.
- F. Hänichen; A. G. Fulczyk; Siegried Pilz: Maschinelle Projektierung im Querschnitt bei Landstraßenprojekten – Programmkomplex. Technische Informationsberichte des Projektierungsbetriebes des Straßenwesens, Sonderheft 2; Berlin 1970.
- Siegfried Pilz: Theorie der Schaltsysteme. In: Eugen Philippow (Hrsg.): Taschenbuch Elektrotechnik. Band 3, Nachrichtentechnik. Verlag Technik, Berlin und Carl Hanser Verlag, München 1969, 1624 S.
- IFAC Symposium Discrete Systems. Dresden, 14. – 19.III.1977. Sponsored by the International Federation of Automatic Control, organized by Wissenschaftlich-Technische Gesellschaft für Mess- und Automatisierungstechnik (WGMA) in der Kammer der Technik, Chairman: H. J. Zander. Verlag KDT/WGMA, Berlin 1977 (Pilz war Mitglied des internationalen Programmkomitees).
- Notwendigkeit und Realisierung von CAD-CAM-Prozessen – rechnergestützte Ingenieurarbeit. URANIA, Gesellschaft  zur Verbreitung Wissenschaftlicher Kenntnisse, Präsidium; Sektion Technikwissenschaften, Schriftenreihe für den Referenten, Heft 7; Berlin 1986.